# Xunyi
Xunyi (旬邑县,  Xúnyì Xiàn) ist ein Kreis der bezirksfreien Stadt Xianyang der Provinz Shaanxi in der Volksrepublik China. Die Fläche beträgt 1.774 Quadratkilometer und die Einwohnerzahl 211.932 (Stand: Zensus 2020). 1999 zählte Xunyi 261.473 Einwohner.
Im Kreisgebiet befinden sich die Tai-Pagode (泰塔, Tài tǎ) und, im Dorf Anren (安仁村) des Straßenviertels Chengguan (城关街道), der paläolithische Porzellan-Brennofen von Anren (安仁瓷窑遗址, Ānrén cíyáo yízhǐ), die seit 2001 bzw. 2013 auf der Liste der Denkmäler der Volksrepublik China stehen.